# Secretaría de Turismo de la Ciudad de México
La Secretaría de Turismo de la Ciudad de México, es la dependencia de la administración pública del Gobierno de la Ciudad de México que tiene a su cargo el despacho de las materias relativas al desarrollo y regulación de la actividad económica en el sector turístico en la capital de México.

## Funciones
Conforme a la Ley Orgánica de la Administración Pública Federal algunas de las funciones que le corresponde específicamente a la Secretaría de Turismo del Distrito Federal son las siguientes:
- Establecer las políticas y programas generales en materia de desarrollo, promoción y fomento turístico.
- Promover la adopción de medidas de simplificación, fomento e incentivo de la actividad turística, incluyendo el establecimiento de parques y zonas turísticas.
- Orientar y estimular las medidas de protección al turismo en la Ciudad de México.
- Promover y facilitar la afluencia turística a la Ciudad de México desde otros estados de la república y desde el exterior.
- Formular y difundir la información oficial en materia de turismo; y coordinar la publicidad que en esta materia efectúen las entidades de la Administración Pública del Distrito Federal.
- Proyectar, promover y apoyar el desarrollo de la infraestructura turística de la ciudad y estimular la participación de los sectores social y privado.

## Estructura orgánica
Conforme al Reglamento de la Administración Pública Federal, a la Secretaría de Turismo del Distrito Federal le corresponde la siguiente estructura orgánica:
- Secretario de Turismo de la Ciudad de México: Alejandra Frausto Guerrero
  - Dirección General de Programas Estratégicos:
  - Dirección General de Servicios Turísticos:
  - Dirección General de Planeación y Desarrollo Turístico:
  - Dirección General del Instituto de Promoción Turística del Distrito Federal:
  - Dirección General de Promoción Turística Internacional.
  - Dirección General de Protección y Atención al Turista.